# Solar do Gravatá
O Solar do Gravatá, ou Solar Oliveira Mendes, é um sobrado tombado pelo IPHAN por sua importância cultural, esta localizado na cidade de Salvador (Bahia) e abriga atualmente o Centro Cultural Casa de Angola na Bahia.

## Histórico
O solar foi construído em 1733 por Felipe de Oliveira Mendes, esta localizado na antiga Rua da Vala, de frente com a Praça dos Veteranos. O imóvel passou para seu filho Manuel em 1754 e depois para Francisco Gonçalves Junqueira em 1800, pai do barão de Jacuípe. Posteriormente foi passado para outro membro da família Junqueira, a D. Maria de Oliveira Junqueira, casada com o conselheiro João José de Oliveira Junqueira. O solar continuou na família até 1938, quando foi tombado e restaurado pelo IPHAN.
Desde 1999, abriga a Casa de Angola que possui um acervo de 150 peças distribuídas nos dois andares do sobrado e que foram selecionados pelo Museu Nacional de Antropologia de Angola (MNA). O diretor do centro cultural, Camilo Afonso afirma que muito desses objetos são réplicas daqueles que estão no MNA e que mostram a diversidade étnica das comunidades tradicionais que vivem na Angola.

## Arquitetura
A construção está em um terreno inclinado, por isso possui entre‐piso e jardim em níveis, característica incomum na arquitetura baiana. O entre‐piso era usado para alojamento de serviçais e colocação de salões forrados no sótão, para uso familiar. O jardim abrigava um alojamento para cavalos, uma senzala e banheiros. No pavimento dentro do edifício, a circulação era feita em torno da escada. A fachada não apresenta simetria e possui azulejos em relevo no saguão e a portada em pestana, que lembra os portais do Norte de Portugal.
|  |  |  |